# Ribera
 For alternative betydninger, se Ribera (flertydig). (Se også artikler, som begynder med Ribera)
Ribera er en italiensk by (og kommune) i regionen Sicilien i Italien, med omkring 17.836(2023) indbyggere.  